# Distretto di Sylhet
Il distretto di Sylhet è un distretto del Bangladesh situato nella divisione di Sylhet. Si estende su una superficie di 3,490.40 km² e conta una popolazione di  3.434.188 abitanti (dato censimento 2011).

## Suddivisioni
Il distretto si suddivide nei seguenti sottodistretti (upazila):
- Balaganj
- Beanibazar
- Bishwanath
- Companiganj
- Dakshin Surma
- Fenchuganj
- Golapganj
- Gowainghat
- Jaintiapur
- Kanaighat
- Osmani Nagar
- Sylhet Sadar
- Zakiganj